# Верховный военно-уголовный суд
Верховный военно-уголовный суд — судебный орган Российской империи.
До 1906 года высшие чины военного управления за преступления по службе подлежали ответственности в порядке, установленном для министров, главноуправляющих и др. высших чинов государственного управления и предавались верховному уголовному суду по Высочайше утвержденному мнению Государственного Совета, причём состав этого суда определялся каждый раз особым Высочайшим повелением.
При обсуждении реформы Государственного Совета, в совещании графа Сольского, было признано необходимым подвергнуть пересмотру постановления о Верховном уголовном суде, и в марте 1906 года министром юстиции был составлен законопроект о преобразовании этого суда. При рассмотрении его в Государственном Совете было отмечено, что новые правила не касаются военнослужащих, и пересмотр порядка суждения высших чинов военного управления был предоставлен исключительно усмотрению Военного ведомства. Тогда, для согласования постановлений военного законодательства с общим, главное военно-судное управление составило новый законопроект об установлении особого порядка ответственности лиц высшего командного состава, Высочайше утвержденный 1 мая и объявленный в приказе по военному ведомству № 285 от 4 мая 1906 года.
В силу этого закона, военный министр за преступления по службе был изъят из ведения Верховного военно-уголовного суда и подлежал ответственности в общем порядке перед Верховным уголовным судом, поскольку было признано несовместным с условиями военного быта, чтобы лицо, стоящее во главе ведомства, судилось учреждением, входящим в его же состав.
Члены Военного совета, главнокомандующие, командующие войсками военных округов и лица, пользующиеся равною с ними властью, были отнесены к компетенции Верховного уголовного суда военного ведомства, названного в отличие от такового же суда гражданского ведомства «Верховным военно-уголовным судом».
Право возбуждения уголовного преследования в отношении этих лиц было предоставлено исключительно усмотрению Высшей власти и только в случае изъявления Высочайшего согласия донесения или жалобы на высших чинов военного управления постановлено было передавать в частное присутствие военного совета, усиленное старшим из постоянных членов Главного военного суда, на правах члена присутствия. По возникшему обвинению от привлекавшегося к ответственности требовалось представление объяснений, после рассмотрения которых частное присутствие принимало решение о дальнейшем направлении дела. Если по обстоятельствам дела было необходимо произвести следствие, то оно могло быть назначено без особого Высшего соизволения, но для ведения его по особому Высшему повелению назначался один из постоянных членов Главного военного суда. По окончании следствия частное присутствие рассматривало его вместе с заключением главного военного прокурора и в случае утверждения постановления о предании виновного суду, главный военный прокурор составлял обвинительный акт, который вместе с делом представлял в Верховный военно-уголовный суд.
Приговоры Верховного военно-уголовного суда — окончательные, т.е. по ним не допускается подача жалоб и протестов. Разрешалось лишь принесение просьб о помиловании или облегчении участи — через военного министра на Высочайшее усмотрение.
Верховный военно-уголовный суд состоял из 5 членов Военного совета, избираемых ежегодно императором из председателя и постоянных членов Главного военного суда и двух начальников военных округов или командиров корпусов по Высочайшему избранию. Председателем был старший из членов, причём для законного состава суда необходимо было не менее 7 членов вместе с председателем. Порядок рассмотрения дел в Верховном военно-уголовном суде не отличался от порядка, установленного для военно-окружных судов.
Новое положение о Верховном военно-уголовном суде впервые было применено на практике в 1907—1908 гг. при рассмотрении дела о сдаче крепости Порт-Артур. В результате, 7 февраля 1908 года был приговорен к расстрелу, замененному на 10-летнее заключение в крепости, генерал А. М. Стессель. Отбыв чуть больше года в заключении, 6 мая 1909 года он был освобождён по повелению Николая II.